# Liste déroulante
En informatique, une liste déroulante (anglais drop-down list) est un élément d'interface graphique qui permet à l'utilisateur de sélectionner une ou plusieurs options. Il en existe deux types : celles qui affichent et permettent de choisir une seule option, et celles qui permettent de sélectionner plusieurs options et qui en montrent au moins deux. Cet élément est couramment utilisé par des sites Web et des logiciels.
Sous certaines interfaces utilisateur (notamment avec Windows, avant l'Aero de Vista), une liste déroulante qui affiche une seule option a la même apparence qu'une boîte combinée (ou combo-box en anglais). Sous d'autres, comme GNOME et Mac OS X, les deux types sont facilement différenciés.

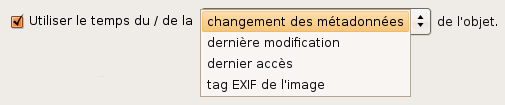
Liste déroulante du genre sélection unique sous GNOME